# Terry Eagleton
Terence Francis Eagleton dit Terry (né le 22 février 1943 à Salford, Grand Manchester) est un théoricien et critique de la littérature britannique, actuellement considéré comme l'un des plus influents du monde britannique.

## Biographie
D'abord professeur de littérature anglaise à l'université d'Oxford (1992-2001), il enseigne actuellement[Quand ?] la littérature anglaise à l'université de Manchester. Auteur d'une quarantaine d'ouvrages, ses plus connus comprennent: Literary Theory: An Introduction (1983) ; The Ideology of the Aesthetic (1990) ou encore The Illusions of Postmodernism (1996). Il fut l'élève de Raymond Williams à Cambridge et fut également influencé par les travaux de Louis Althusser et la psychanalyse. Il a défendu à plusieurs reprises l'œuvre de Slavoj Žižek qu'il a contribué à faire connaître en Angleterre.

## Publications
- The New Left Church [as Terence Eagleton] (1966)
- Shakespeare and Society: Critical Studies in Shakespearean Drama (1967)
- Exiles and Émigrés: Studies in Modern Literature (1970)
- The Body as Language: Outline of a New Left Theology (1970)
- Myths of Power: A Marxist Study of the Brontës (1975)
- Criticism & Ideology (1976)
- Marxism and Literary Criticism (1976)
- Walter Benjamin, or Towards a Revolutionary Criticism (1981)
- The Rape of Clarissa: Writing, Sexuality, and Class Struggle in Samuel Richardson (1982)
- Literary Theory: An Introduction (1983)
- The Function of Criticism (1984)
- Saints and Scholars (1987; a novel)
- Raymond Williams: Critical Perspectives (1989; editor)
- Saint Oscar (1989; a play about Oscar Wilde)
- The Significance of Theory (1989)
- The Ideology of the Aesthetic (1990)
- Nationalism, Colonialism, and Literature (1990)
- Ideology: An Introduction (1991/2007)
- Wittgenstein: The Terry Eagleton Script, The Derek Jarman Film (1993)
- Literary Theory (1996)
- The Illusions of Postmodernism (1996)
- Heathcliff and the Great Hunger (1996)
- Marx (1997)
- Crazy John and the Bishop and Other Essays on Irish Culture (1998)
- The Idea of Culture (2000)
- The Truth about the Irish (2001)
- The Gatekeeper: A Memoir (2002)
- Sweet Violence: The Idea of the Tragic  (2002)
- After Theory (2003)
- Figures of dissent: Reviewing Fish, Spivak, Zizek and Others (2003)
- The English Novel: An Introduction (2005)
- Holy Terror (2005)
- The Meaning of Life (2007)
- How to Read a Poem (2007)
- Trouble with Strangers: A Study of Ethics (2008)
- Literary Theory, Anniversary Edition (2008)
- Reason, Faith, and Revolution: Reflections on the God Debate (2009)
- The Task of the Critic: Terry Eagleton in Dialogue whit Matthew Beaumont (2009)
- On Evil (2010)
- Why Marx Was Right (2011)
- The Event of Literature (2012)
- How to Read Literature (2013)
- Culture and the Death of God (2014)
- Hope without Optimism (2015)
- Culture (2016)
- Materialism (2017)

### Ouvrages traduits en français
- Critique et théorie littéraires : Une introduction [Literary Theory: An Introduction], Presses universitaires de France, 1994
- avec Fredric Jameson et Edward Saïd, Nationalisme, colonialisme et littérature [« Nationalism, Colonialism, and Literature »], Presses universitaires de Lille, 1995, 98 p. (ISBN 978-2-85939-448-6) ; réédition Presses Universitaires du Septentrion, 2013,  (ISBN 978-2757404317)
- Wittgenstein : Le film de Derek Jarman, le scénario de Terry Eagleton [« Wittgenstein: The Terry Eagleton Script, The Derek Jarman Film »], Éditions de l'Éclat, 2005, 173 p. (ISBN 978-2-84162-099-9, lire en ligne)
- Marx, la liberté, Paris, Éditions du Seuil, 2000  (ISBN 2-02-037465-X)

### Articles traduits en français
- Capitalisme et forme, revue Période, octobre 2015, tiré de New Left Review 14, mars-avril 2002. Traduit de l’anglais par Thomas Voltzenlogel, révisé par Jean Morisot.
- Misère de l’athéisme, revue Période, mars 2016, originellement paru sous le titre de « Lunging, Flailing, Mispunching » (London Review of Books, Vol. 28, No. 20, 19 octobre 2006, pages 32-34.). Traduit de l'anglais par Juliette Raulet.